# Manuel Bracamonte
Cor. Manuel Bracamonte fue un militar mexicano que participó en la Revolución mexicana. Nació en Sonora. Se unió al constitucionalismo en 1913; luego se unió a la Convención, donde alcanzó el grado de Coronel. Cayó prisionero y fue fusilado durante la segunda batalla de Celaya, en abril de 1915. 